# Gañecoleta
Gañecoleta (en euskera: Gainekoleta) es una localidad perteneciente al municipio de Valcarlos, en la Comunidad Foral de Navarra, España.

## Geografía
Se encuentra en la frontera con Francia, a la orilla del río Valcarlos.